# Gollania longii
Gollania longii là một loài Rêu trong họ Hypnaceae. Loài này được Higuchi mô tả khoa học đầu tiên năm 2001.